# Championnat d'Amérique du Nord féminin de volley-ball des moins de 18 ans 2004
Navigation
Édition précédente Édition suivante
Le 4e Championnat d'Amérique du Nord de volley-ball féminin des moins de 18 ans s'est déroulé du 14 juillet 2004 au 17 juillet 2004 à Cataño, Porto Rico. Il a mis aux prises les quatre meilleures équipes continentales.

## Équipes présentes
| - Porto Rico - Mexique - États-Unis - Guatemala |

## Compétition

### Tour préliminaire

#### Classement
| # | Équipe     | Pts | J | G | P | Sp | Sc | Ratio | Pp  | Pc  | Ratio |
| - | ---------- | --- | - | - | - | -- | -- | ----- | --- | --- | ----- |
| 1 | États-Unis | 6   | 3 | 3 | 0 | 9  | 2  | 4.5   | 253 | 184 | 1.375 |
| 2 | Mexique    | 5   | 3 | 2 | 1 | 6  | 5  | 1.2   | 229 | 192 | 1.193 |
| 3 | Porto Rico | 4   | 3 | 1 | 2 | 7  | 6  | 1.167 | 273 | 244 | 1.119 |
| 4 | Guatemala  | 3   | 3 | 0 | 3 | 0  | 9  | 0     | 90  | 225 | 0.4   |

## Classement final
| Place              | Équipe     |
| ------------------ | ---------- |
| Médaille d'or      | États-Unis |
| Médaille d'argent  | Porto Rico |
| Médaille de bronze | Mexique    |
| 4                  | Guatemala  |

## Distinctions individuelles
- MVP :
- Meilleur marqueuse :
- Meilleur attaquante :
- Meilleur contreuse :
- Meilleur serveuse :
- Meilleur passeuse :
- Meilleur défenseuse :
- Meilleur réceptionneuse :
- Meilleur libero :